# Лінден (Мічиган)
Лінден (англ. Linden) — місто (англ. city) в США, в окрузі Дженесі штату Мічиган. Населення — 4142 особи (2020).

## Географія
Лінден розташований за координатами 42°49′9″ пн. ш. 83°46′52″ зх. д. / 42.81917° пн. ш. 83.78111° зх. д. (42.819164, -83.781225).  За даними Бюро перепису населення США в 2010 році місто мало площу 6,28 км², з яких 6,11 км² — суходіл та 0,17 км² — водойми.

## Демографія
Згідно з переписом 2010 року, у місті мешкала 3991 особа в 1552 домогосподарствах у складі 1067 родин. Густота населення становила 636 осіб/км².  Було 1695 помешкань (270/км²).
Расовий склад населення:
| - 96,8 % — білих - 0,5 % — корінних американців - 0,5 % — чорних або афроамериканців - 0,4 % — азіатів |

До двох чи більше рас належало 1,3 %. Частка іспаномовних становила 2,0 % від усіх жителів.
За віковим діапазоном населення розподілялося таким чином: 25,6 % — особи молодші 18 років, 54,5 % — особи у віці 18—64 років, 19,9 % — особи у віці 65 років та старші. Медіана віку мешканця становила 39,5 року. На 100 осіб жіночої статі у місті припадало 88,7 чоловіків;  на 100 жінок у віці від 18 років та старших — 86,6 чоловіків також старших 18 років.
Середній дохід на одне домашнє господарство  становив 67 729 доларів США (медіана — 58 011), а середній дохід на одну сім'ю — 81 547 доларів (медіана — 72 206). Медіана доходів становила 66 346 доларів для чоловіків та 30 724 долари для жінок. За межею бідності перебувало 5,4 % осіб, у тому числі 8,6 % дітей у віці до 18 років та 2,1 % осіб у віці 65 років та старших.
Цивільне працевлаштоване населення становило 1589 осіб. Основні галузі зайнятості: освіта, охорона здоров'я та соціальна допомога — 32,2 %, виробництво — 19,3 %, мистецтво, розваги та відпочинок — 9,3 %, будівництво — 8,3 %.